# Love Sculpture
Love Sculpture was een Britse bluesrockband die actief was van 1966 tot 1970 en door Dave Edmunds, Rob Jones en John Williams in Cardiff werd opgericht onder de naam Human Beans.

## Bezetting
- Dave Edmunds (zang, slaggitaar, 1966-1970)
- John David (basgitaar, achtergrondzang, 1966-1970)
- Rob 'Congo' Jones (drums, percussie, 1966-1970)
- Mickey Gee (slaggitaar, 1970)
- Terry Williams (drums, percussie, 1970)

## Geschiedenis
Love Sculpture werd in 1966 in Cardiff geformeerd door voormalige leden van de Human Beans. De band speelde voornamelijk bluesstandards, een beetje opgefokt, maar nog altijd dicht bij de originelen. Op hun debuutalbum Blues Helping stonden de nummers Summertime en Wang Dang Doodle.
Ze zijn vooral bekend om hun nieuwe hit uit 1968 in de UK Singles Chart, een supersnelle coverversie van het klassieke stuk Sabre Dance van Aram Chatsjatoerjan, uitgebracht bij Parlophone, dat in december 1968 nummer 5 werd in de UK Singles Chart. De opname is geïnspireerd op de klassieke herschikkingen van Keith Emerson. Sabre Dance werd een hit na airplay van de Britse dj John Peel, die zo onder de indruk was dat hij het twee keer in één programma draaide. In december 1968 meldde het Britse muziektijdschrift NME dat Love Sculpture een Amerikaans platencontract had getekend met London Records, met een garantie van £250.000. De band kreeg ook een uitnodiging om Sabre Dance live uit te voeren in het Duitse televisieprogramma Beat Club van Radio Bremen, dat destijds in zwart-wit werd uitgezonden.
Het tweede album Forms and Feelings volgde, met nummers als In The Land of the Few, Farandole, People People, Seagull (West Coast Oil Tragedy), geschreven door Paul Korda, en de even snelle cover van You Can't Catch Me van Chuck Berry. De Amerikaanse versie van het album bevatte ook een opname van Mars van The Planets van Gustav Holst, maar de nalatenschap van Holst weigerde de melodie voor de Britse versie in licentie te geven.
Ze namen in 1968 (twee keer) en 1969 op voor BBC Radio 1's John Peel-sessies.
In 1970 voegde Mickey Gee zich bij de band als tweede gitarist, en Terry Williams verving Rob Jones op drums.
Love Sculpture splitte in 1970 na een Amerikaanse tournee en had alleen de twee albums opgenomen. Edmunds ging later in 1970 door met solosucces met I Hear You Knocking, werkte intensief samen met ex-Brinsley Schwarz-bassist Nick Lowe en formeerde uiteindelijk de groep Rockpile.

## Discografie

### Singles
- 1968: Sabre Dance

### Albums
- 1968: Blues Helping
- 1969: Forms & Feelings